# Colmano di Kilmacduagh
San Colmano di Kilmacduagh (Cork, VI secolo – Kilmacduagh, 29 ottobre 632) è stato un abate e vescovo irlandese, commemorato dalla Chiesa cattolica il 29 ottobre.

## Biografia
Colmano nacque a Cork da famiglia nobile imparentata con il re del Connaught. Visse per un periodo sull'isola di Aranmore, ma, costretto contro la sua volontà a diventare vescovo, si rifugiò nelle montagne della Contea di Clare nella cittadella di Burren. Eresse un monastero nella zona poi rinominata Kilmacduagh (cella del figlio di Duach). Fondò anche la diocesi di Galway e Kilmacduagh e morì dopo un lungo episcopato nel 632. San Colomano è attualmente venerato in Irlanda

## Culto
Colmano di Kilmacduagh è ricordato secondo il Martirologio Romano il 29 ottobre; Il Martirologio di Tallaght tuttavia lo commemora il 3 febbraio.
(Martirologio Romano)